# 浙宁会馆
浙宁会馆，俗称“宁波会馆”，又称“天后行宫”，是位于上海的一座同乡会馆，旧时浙江宁波籍旅沪商人的活动场所，旧上海著名会馆之一，今位于周浦镇川南路4482号。

## 历史
始建于清朝末年。清朝嘉庆二十四年（1819年），浙宁会馆在上海建立，创建人为宁波籍旅沪的号商和船主。清朝光绪七年（1881年），宁波籍旅沪商人集资重建。会馆历史上曾经历两度修葺，分别在民国18年（1929年）和1958年。

## 建筑格局
会馆具有晚清民国建筑风格。砖木结构，坐北朝南，建筑面积1200余平方米；会馆占地面积960平方米，台基高0.5米。会馆主体建筑横阔3间，纵深2间。会馆南面（临街）有仪门和面阔7间的二层楼房计14间，东西两面各有面阔7间的二层楼厢房亦计14问，北面有平房计7间，建筑总体共计有房41间。

## 现状
浙宁会馆现为上海南汇地区唯一一座保存完整的会馆建筑。2001年，浙宁会馆被列为上海市区级文物保护单位。